# Christoph de Vries

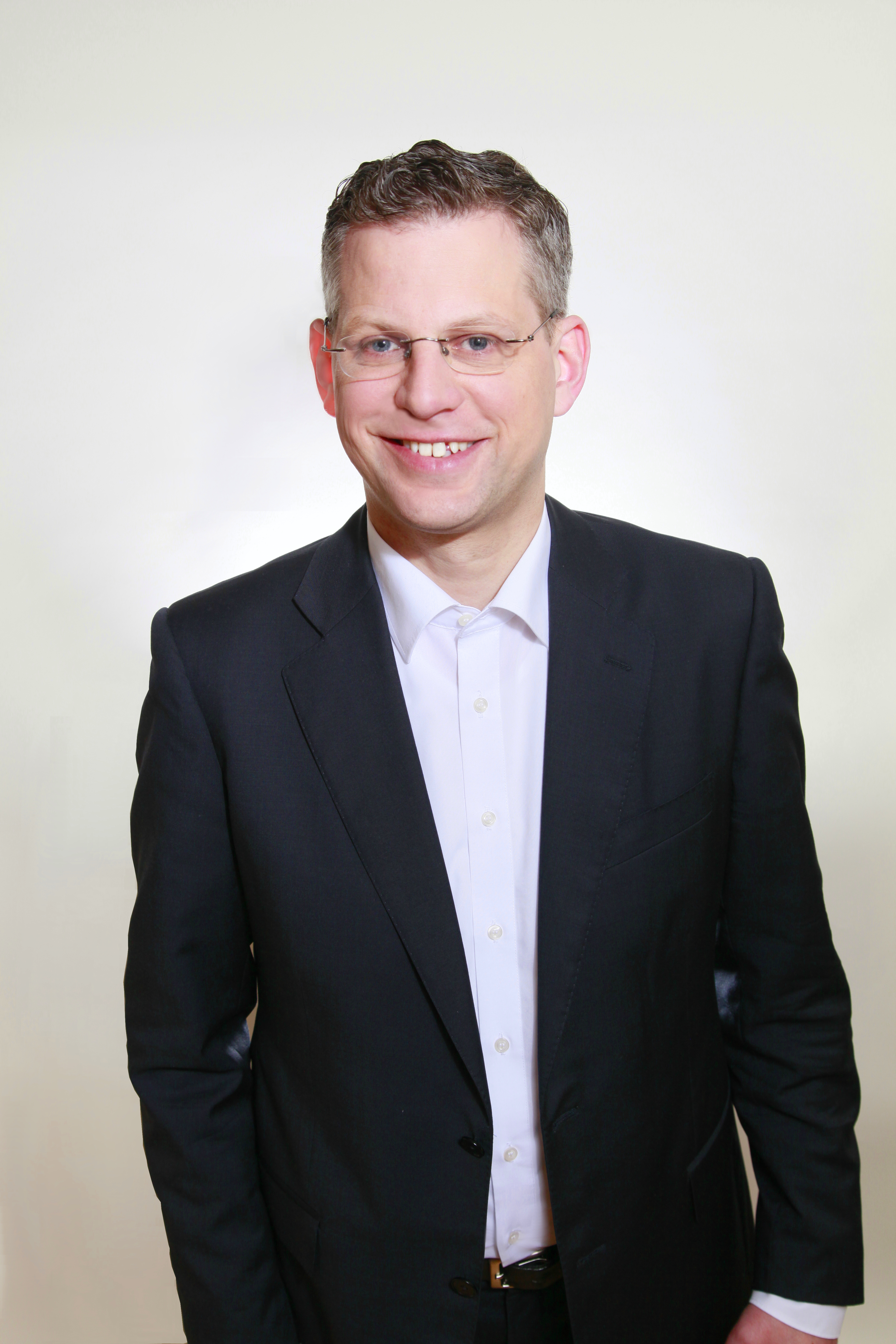
Christoph de Vries, 2017

Christoph Bernhard de Vries (* 4. Dezember 1974 in Hamburg) ist ein deutscher Politiker (CDU). Er ist seit 2017 Mitglied des Deutschen Bundestages und seit 2025 Parlamentarischer Staatssekretär beim Bundesminister des Innern. Von 2011 bis 2015 war er Mitglied der Hamburgischen Bürgerschaft.

## Leben und Beruf
Christoph de Vries wuchs in Hamburg auf und besuchte eine katholische Grundschule. Nach dem Abitur 1994 an der ebenfalls katholischen Sankt-Ansgar-Schule in Hamburg-Borgfelde studierte er an der Universität Hamburg Soziologie mit den Nebenfächern Volkswirtschaftslehre, Politische Wissenschaft und Psychologie. Das Studium schloss er 2002 als Diplom-Soziologe ab.
Von 2004 bis 2015 war de Vries Angestellter in der Finanzbehörde Hamburg und dort zuletzt stellvertretender Referatsleiter im Amt für Haushalt. Dann wurde er freigestellt und arbeitete zunächst als stellvertretender Geschäftsführer und Leiter für Strategie und Kommunikation für die CDU-Bürgerschaftsfraktion in Hamburg.
Seit 2007 ist de Vries verheiratet. Er hat zwei Töchter sowie einen Sohn und ist römisch-katholischer Konfession. Die Familie lebt in Hamburg.

## Abgeordneter

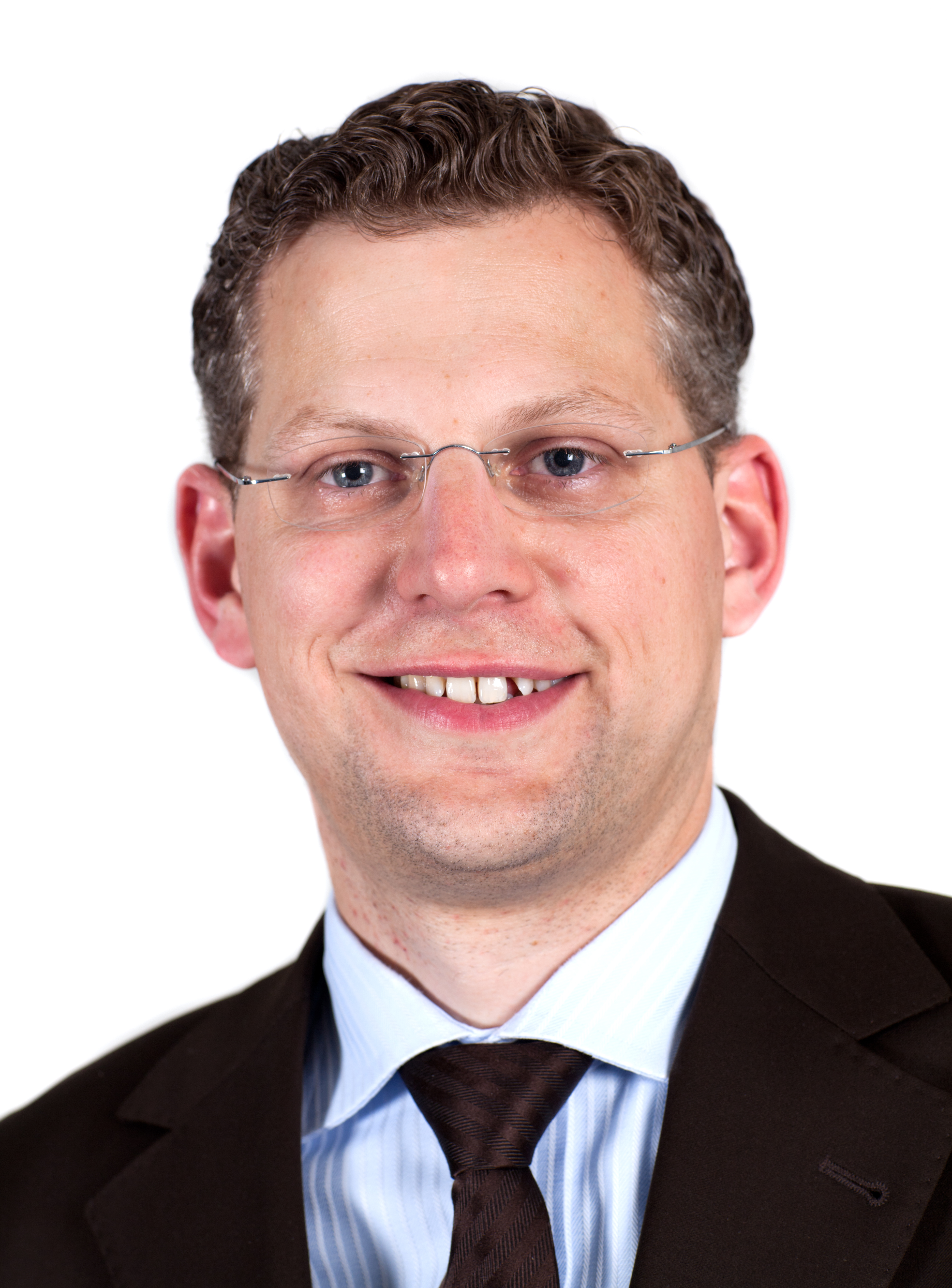
Christoph de Vries als Mitglied der Hamburgischen Bürgerschaft (2011)

De Vries trat 1995 in die Junge Union und die CDU Hamburg ein. Er ist seit 2007 Mitglied im Landesvorstand der CDU Hamburg und seit Juni 2016 stellvertretender Landesvorsitzender. Zudem ist er seit 2015 Kreisvorsitzender der CDU Hamburg-Mitte. und Ortsvorsitzender der CDU Hamburg-Hamm.
Von 2001 bis 2011 war de Vries Mitglied der Bezirksversammlung Hamburg-Mitte, wobei er als Bezirksabgeordneter von 2004 bis 2008 Vorsitzender der CDU-Fraktion und Sprecher für Stadtentwicklung und von 2008 bis 2011 stellvertretender Fraktionsvorsitzender und Sprecher für Verkehr gewesen ist.
Nach zehn Jahren als Bezirksabgeordneter in der Bezirksversammlung Hamburg-Mitte wurde er bei der Bürgerschaftswahl in Hamburg am 20. Februar 2011 auf Platz 8 der Landesliste stehend in die Hamburgische Bürgerschaft gewählt.  Er war Fachsprecher für Familie, Kinder, Jugend und Obmann im Parlamentarischen Untersuchungsausschuss zum Tod des Mädchens Yagmur. Von 2012 bis 2013 war er zudem Obmann der CDU im Sonderausschuss Chantal. Daneben war er Mitglied im Europa-Ausschuss und Beisitzer im Fraktionsvorstand.
Bei der Bürgerschaftswahl 2015 kandidierte Christoph de Vries auf Platz 5 der Landesliste, verlor jedoch sein Mandat. Im November 2016 wählte ihn seine Partei für den Wahlkreis Hamburg-Mitte mit rund 95 Prozent zum Direktkandidaten bei der Bundestagswahl 2017. Im Dezember 2016 wurde er vom Wahlausschuss auf Platz 3 für die Bundestagsliste vorgeschlagen und konnte sich auf diesem Platz in einer Kampfkandidatur gegen die Bundestagsabgeordnete Herlind Gundelach durchsetzen. Die Aufstellung sorgte für Kritik vom CDU-Frauenverband: Die CDU-Bundessatzung sieht vor, dass mindestens einer der ersten drei Plätze an eine Frau gehen soll. De Vries zog bei der Wahl über ein Ausgleichsmandat in den 19. Deutschen Bundestag ein. Er war Mitglied im 1. Untersuchungsausschuss der 19. Wahlperiode des Deutschen Bundestages. Er gehörte im 19. Deutschen Bundestag als ordentliches Mitglied dem Ausschuss für Inneres und Heimat an. Zudem war er stellvertretendes Mitglied im Ausschuss für Arbeit und Soziales sowie im Finanzausschuss. Im 20. Deutschen Bundestag wurde er am 24. März 2022 zum Mitglied des Parlamentarischen Kontrollgremiums zur Kontrolle der Nachrichtendienste des Bundes gewählt.
Im Zuge der Bildung des Kabinetts Merz wurde er am 6. Mai 2025 zum Parlamentarischen Staatssekretär beim Bundesminister des Innern, Alexander Dobrindt (CSU), ernannt.

## Politische Positionen (Auswahl)
De Vries kritisierte im Oktober 2021 den Gebrauch der Worte „Wer hat uns verraten? Sozialdemokraten!“ durch die Fridays-for-Future-Bewegung als „Nazi- und Kommunistenrhetorik“ und forderte eine Beobachtung der Bewegung durch den Verfassungsschutz, sollte diese sich weiter radikalisieren.
Er warf der Ampelkoalition vor, das Thema Islamismus auszublenden, dessen Bekämpfung im Gegensatz zum Rechtsextremismus nicht in deren Koalitionsvertrag auftgetaucht sei. So werde die Mehrheit der Muslime, die einen liberalen Islam vertrete, alleingelassen. Statt Fördern und Fordern werde Integrationspolitik von der seinerzeitigen Bundesregierung nur noch als „Bringschuld von Staat und Mehrheitsgesellschaft“ angesehen, was sowohl Islamisten als auch Rechtsradikale befördere.
Ab August 2020 unterhielt de Vries Kontakt zum privaten Nachrichtendienst Alp Services. Dieser wurde zuvor von den Vereinigten Arabischen Emiraten beauftragt politische Gegner in Europa aufzuspüren. In internen Unterlagen schreibt Alp Services man pflege einen „diskreten Austausch“ mit de Vries. Selbst gibt er an, von der wahren Identität des Absenders getäuscht worden zu sein.
Bei einer Podiumsdiskussion im Juli 2021 äußerte de Vries, dass Deutschland im Gegensatz zu Ländern wie den USA oder Australien kein echtes Einwanderungsland sei, da es ein „genuin deutsches Volk“ gebe.
Im Mai 2023 forderte de Vries von der Bundesregierung den sofortigen Stopp aller Programme zur freiwilligen Aufnahme und bessere Rückführungsabkommen mit Herkunftsländern. Außerdem sollten die Maghrebstaaten Algerien, Marokko und Tunesien zu sicheren Herkunftsstaaten erklärt werden.
Im Juli 2023 unterstützte de Vries den Vorschlag von CDU-Politiker Thorsten Frei, das Individualrecht auf Asyl abzuschaffen und stattdessen begrenzte Kontingente von Migranten nach Deutschland zu holen. Die Sozialleistungen bei abgelehnten Asylbewerbern seien zudem zu kürzen, erklärte de Vries im Juli 2023.
Bereits zuvor hatte er kritisiert, dass Personen des „Phänotypus westasiatisch, dunklerer Hauttyp“ den deutschen Staat missachten würden. In einem Video von Oktober 2023 ordnete de Vries Menschen mit Migrationsgeschichte entlang einer „Integrationsskala“ ein. Dabei stellte er „Deutsche aus Russland“ an die Spitze, gefolgt von „asiatischen Gruppen“, während türkische und arabische Migranten am unteren Ende rangierten.